# Heiberglampe
Heiberglampen er en klassistisk bordlampe – oprindelig en olielampe af moderatørtypen kendt fra omkring 1830'erne.
Lampen har navnet efter Wilhelm Marstrands maleri fra ca. 1870 af familien Heiberg, der sidder omkring en sådan lampe.

## Beskrivelse
Lampen har nederst en høj, tolvkantet sokkel i grå/rødlig opaline (glas) eller grå/hvid porcelæn, som skjuler oliebeholderen. Foroven buer den brat ind og går – med en forgyldt messingring som mellemled – over i et ottekantet skaft, også i samme materiale. Herpå sidder en messingholder med en opskruelig væge, som tillige er fatning for et højt lamperør af glas – en "skorsten", samt en matteret glaskuppel.
Den kendes i hvidt, sort og farver og i mange størrelser. De oprindelige moderatørlamper er med tiden kopieret og ændret. F.eks. fra 1860'erne til petroleum og i dag til elektricitet.
Lampen har været fremstillet af Søholm Keramik på Bornholm.

## Størrelser
Måles fra bund til messingtop:
| Lille  | ca. 26-28 cm |
| Mellem | ca. 36-38 cm |
| Stor   | ca. 45-46 cm |

## Antik-handel
I antikvitetsbutikker og på loppemarkeder sælges en del lamper til elektricitet; ofte uden lampeskærm og med forskellige fatninger. På københavnske loppemarkeder i år 2010 var prisen på lampen omkring kr. 200-350 stykket afhængig af stand og størrelse.
De oprindelige moderatørlamper er meget sjældne og kostbare.